# Геомагнитна буря
Геомагнитната буря представлява временно смущение в земната магнитосфера, при което заредени частици с висока енергия навлизат в нея от междупланетното пространство. При по-нататъшното си взаимодействие с горните слоеве на земната атмосфера, тези частици предизвикват полярни сияния. Геомагнитните бури са възможни, понеже енергията на плазмените потоци, предизвикващи магнитни бури, е по-голяма от максималната енергия на частица, която може да бъде спряна от магнитопаузата. Частици с такава енергия биват изхвърлени от Слънцето при явления като коронални изхвърляния на маса или от поток от бърз слънчев вятър, който идва от коронални дупки. Геомагнитните бури, причинени от коронарни изхвърляния на маса се наблюдават, когато сме по-близо до максимум на слънчевата активност, а потоците бърз слънчев вятър, доминират потока високоенергийни заредени частици в периодите, близо до минимум на слънчевата активност.
Геомагнитните бури водят и до много нежелани последствия, понеже индуцират токове в електропроводите и смущават разпространението на радиовълни, като сигналите на радиотелевизионни кули, тези на мобилните комуникации, на системите за сигурност и отбрана, както и на различни навигационни уреди. Но най-значими ефекти върху техника геомагнитните бури предизвикват върху спътниците в надземна орбита, с които взаимодействат частици с типични енергии от 5 – 50 keV. Те могат да индуцират напрежение от няколкостотин или дори няколко хиляди волта, което смущава нормалното действие на апаратите.